# Peace Frog
«Peace frog» es una canción de la banda The Doors incluida en su quinto álbum de estudio, Morrison Hotel. El guitarrista Robby Krieger explicó que la música fue escrita y grabada en primer lugar, y luego se le agregó la letra escrita por Jim Morrison. La canción nunca fue lanzada como sencillo.

## Letra
Según Robby Krieger, la letra de la canción está basada en un poema escrito previamente por Morrison titulado Abortion stories. Krieger relata que el grupo grabó la música de Peace frog sin letra y luego Morrison le agregó la voz. En una entrevista con Guitar World , recuerda: "Yo había escrito la música, la ensayamos y realmente estábamos satisfechos, pero no teníamos letra y Jim no estaba en la vuelta. Entonces dijimos: 'Al diablo, grabémosla. Ya se le ocurrirá algo'. Y así sucedió. Sacó su poemario y encontró un poema que encajaba".